# Lordiversity
Lordiversity es el undécimo álbum de estudio de la banda de hard rock finlandés Lordi, con fecha de publicación el 26 de noviembre de 2021. Para promocionar el disco se estableció el «Lordiversitour», el cual comenzó en octubre de 2022. 

## Grabación
La grabación del álbum comenzó en 2020 durante la cuarentena provocada por la pandemia de COVID-19. La grabación se realizó en los estudios Finnvox, ubicados en Helsinki, Finlandia. Se trata de una caja recopilatoria que contiene un total de siete discos, ambientados cada uno en una línea de tiempo ficticia. Además, cada álbum contiene un estilo musical diferente. El álbum con estilo disco se inspira en grupos como Earth, Wind & Fire, Boney M y Bee Gees. El álbum progresivo se inspira en Rush y Pink Floyd. Este álbum, además, incluye un tema en el que no toca la banda, sino una orquesta y Mr. Lordi. En el mismo álbum existe también un tema de 12 minutos, siendo la canción más larga de Lordi. Ambientado en la línea temporal ficticia del 83 y el 84, se encuentra un álbum influenciado por W.A.S.P., Twisted Sister, Kiss y Scorpions, mientras que el álbum de estilo AOR está influenciado por Bon Jovi, Desmond Child y Alice Cooper. En una línea de tiempo ficticia ambientada en el año 1991, el álbum speed/thrash se inspira en Anthrax, Metallica y Pantera. Además, Mr. Lordi comentó que el último álbum, del 1995, suena como una «ametralladora».

## Lista de álbumes

### Skelectric Dinosaur
| N.º   | Título                                   | Letras               | Música          | Duración |  |
| 1.    | «SCG Minus 7: The Arrival»               | Mr Lordi, Tracy Lipp | Mr Lordi, Hella | 1:09     |  |
| 2.    | «Day Off Of The Devil»                   | Mr Lordi, Tracy Lipp | Mr Lordi        | 3:33     |  |
| 3.    | «Starsign Spitfire»                      | Mr Lordi, Tracy Lipp | Mr Lordi        | 3:03     |  |
| 4.    | «Maximum-O-Lovin'»                       | Mr Lordi, Tracy Lipp | Mr. Lordi       | 2:23     |  |
| 5.    | «The King On The Head Staker’s Mountain» | Mr Lordi, Tracy Lipp | Mr Lordi        | 5:21     |  |
| 6.    | «Carnivore»                              | Mr Lordi, Tracy Lipp | Mr Lordi        | 3:30     |  |
| 7.    | «Phantom Lady»                           | Mr Lordi, Tracy Lipp | Mr Lordi        | 3:16     |  |
| 8.    | «The Tragedy Of Annie Mae»               | Mr Lordi, Tracy Lipp | Mr Lordi        | 3:45     |  |
| 9.    | «Blow My Fuse»                           | Mr Lordi, Tracy Lipp | Mr Lordi        | 3:35     |  |
| 10.   | «...And Beyond The Isle Was Mary»        | Mr Lordi, Tracy Lipp | Mr Lordi, Hella | 2:15     |  |
| 31:50 |                                          |                      |                 |          |  |

### Superflytrap
| N.º   | Título                            | Letras               | Música    | Duración |  |
| 1.    | «SCG Minus 6: Delightful Pop-Ins» | Mr Lordi, Tracy Lipp | Mr. Lordi | 1:08     |  |
| 2.    | «Macho Freak»                     | Mr Lordi, Tracy Lipp | Mr Lordi  | 3:42     |  |
| 3.    | «Believe Me»                      | Mr Lordi, Tracy Lipp | Mr Lordi  | 4:27     |  |
| 4.    | «Spooky Jive»                     | Mr Lordi, Tracy Lipp | Mr. Lordi | 3:55     |  |
| 5.    | «City Of The Broken Hearted»      | Mr Lordi, Tracy Lipp | Mr Lordi  | 4:02     |  |
| 6.    | «Bella From Hell»                 | Mr Lordi, Tracy Lipp | Mr Lordi  | 3:26     |  |
| 7.    | «Cast Out From Heaven»            | Mr Lordi, Tracy Lipp | Mr Lordi  | 3:51     |  |
| 8.    | «Gonna Do It (Or Do It And Cry)»  | Mr Lordi, Tracy Lipp | Mr Lordi  | 2:51     |  |
| 9.    | «Zombimbo»                        | Mr Lordi, Tracy Lipp | Mr Lordi  | 4:52     |  |
| 10.   | «Cinder Ghost Choir»              | Mr Lordi, Tracy Lipp | Mr Lordi  | 6:06     |  |
| 38:20 |                                   |                      |           |          |  |

### The Masterbeast From The Moon
| N.º   | Título                              | Letras                           | Música    | Duración |  |
| 1.    | «SCG Minus 5: Transmission Request» | Mr Lordi, Tracy Lipp, Ralph Ruiz | Mr. Lordi | 1:35     |  |
| 2.    | «Moonbeast»                         | Mr Lordi, Tracy Lipp             | Mr Lordi  | 6:29     |  |
| 3.    | «Celestial Serpents»                | Mr Lordi, Tracy Lipp             | Mr Lordi  | 6:07     |  |
| 4.    | «Hurricane Of The Slain»            | Mr Lordi, Tracy Lipp             | Mr Lordi  | 3:00     |  |
| 5.    | «Spear Of The Romans»               | Mr Lordi, Tracy Lipp             | Mr Lordi  | 5:46     |  |
| 6.    | «Bells Of The Netherworld»          | Mr Lordi, Tracy Lipp             | Mr Lordi  | 3:01     |  |
| 7.    | «Transmission Reply»                | Mr Lordi, Tracy Lipp             | Mr Lordi  | 0:20     |  |
| 8.    | «Church Of Succubus»                | Mr Lordi, Tracy Lipp             | Mr Lordi  | 11:58    |  |
| 9.    | «Soliloquy»                         | Mr Lordi, Tracy Lipp             | Mr Lordi  | 1:51     |  |
| 10.   | «Robots Alive!»                     | Mr Lordi, Tracy Lipp             | Mr Lordi  | 4:09     |  |
| 11.   | «Yoh-Haee-Von»                      | Mr Lordi, Tracy Lipp             | Mr Lordi  | 1:17     |  |
| 12.   | «Transmission On Repeat»            | Mr Lordi, Tracy Lipp             | Mr Lordi  | 1:04     |  |
| 46:37 |                                     |                                  |           |          |  |

### Abusement Park
| N.º   | Título                             | Letras                           | Música         | Duración |  |
| 1.    | «SCG Minus 4: The Carnival Barker» | Mr Lordi, Tracy Lipp, Ralph Ruiz | Mr. Lordi      | 0:54     |  |
| 2.    | «Abusement Park»                   | Mr Lordi, Tracy Lipp             | Mr Lordi       | 3:33     |  |
| 3.    | «Grrr!»                            | Mr Lordi, Tracy Lipp             | Mr Lordi       | 3:48     |  |
| 4.    | «Ghost Train»                      | Mr Lordi, Tracy Lipp             | Mr. Lordi      | 3:18     |  |
| 5.    | «Carousel»                         | Mr Lordi, Tracy Lipp             | Mr Lordi, Mana | 4:24     |  |
| 6.    | «House Of Mirrors»                 | Mr Lordi, Tracy Lipp             | Mr Lordi       | 3:51     |  |
| 7.    | «Pinball Machine»                  | Mr Lordi, Tracy Lipp             | Mr Lordi       | 3:34     |  |
| 8.    | «Nasty, Wild & Naughty»            | Mr Lordi, Tracy Lipp             | Mr Lordi       | 3:10     |  |
| 9.    | «Rollercoaster»                    | Mr Lordi, Tracy Lipp             | Mr Lordi, Amen | 4:45     |  |
| 10.   | «Up To No Good»                    | Mr Lordi, Tracy Lipp             | Mr Lordi       | 4:02     |  |
| 11.   | «Merry Blah Blah Blah»             | Mr Lordi, Tracy Lipp             | Mr Lordi       | 4:05     |  |
| 39:24 |                                    |                                  |                |          |  |

### Humanimals
| N.º   | Título                                  | Letras                      | Música                        | Duración |  |
| 1.    | «SCG Minus 3: Scarctic Circle Telethon» | Mr Lordi, Tracy Lipp        | Mr Lordi, Toivo Hellberg      | 1:20     |  |
| 2.    | «Borderline»                            | Mr Lordi, Tracy Lipp        | Mr Lordi                      | 4:12     |  |
| 3.    | «Victims Of The Romance»                | Mr Lordi, Tracy Lipp        | Mr Lordi                      | 3:47     |  |
| 4.    | «Heart Of A Lion»                       | Mr Lordi, Tracy Lipp        | Mr Lordi                      | 4:33     |  |
| 5.    | «The Bullet Bites Back»                 | Mr Lordi, Tracy Lipp        | Mr Lordi, Mana                | 4:07     |  |
| 6.    | «Be My Maniac»                          | Mr Lordi, Tracy Lipp        | Mr Lordi                      | 3:40     |  |
| 7.    | «Rucking Up The Party»                  | Mr Lordi, Tracy Lipp        | Mr Lordi                      | 4:07     |  |
| 8.    | «Girl In A Suitcase»                    | Mr Lordi, Tracy Lipp        | Mr Lordi                      | 4:07     |  |
| 9.    | «Supernatural»                          | Mr Lordi, Tracy Lipp        | Mr Lordi, Mana                | 3:49     |  |
| 10.   | «Like A Bee To The Honey»               | Paul Stanley, Jean Beauvoir | Paul Stanley, Jean Beauvoir   | 4:15     |  |
| 11.   | «Humanimal»                             | Mr Lordi, Tracy Lipp        | Mr Lordi, Amen, Jean Beauvoir | 3:53     |  |
| 41:50 |                                         |                             |                               |          |  |

### Abracadaver
| N.º   | Título                    | Letras               | Música          | Duración |  |
| 1.    | «SCG Minus 2: Horricone»  | Mr Lordi, Tracy Lipp | Mr. Lordi       | 1:18     |  |
| 2.    | «Devilium»                | Mr Lordi, Tracy Lipp | Mr Lordi        | 3:46     |  |
| 3.    | «Abracadaver»             | Mr Lordi, Tracy Lipp | Mr Lordi, Mana  | 3:41     |  |
| 4.    | «Rejected»                | Mr Lordi, Tracy Lipp | Mr Lordi, Hiisi | 3:44     |  |
| 5.    | «Acid Bleeding Eyes»      | Mr Lordi, Tracy Lipp | Mr Lordi, Amen  | 3:28     |  |
| 6.    | «Raging At Tomorrow»      | Mr Lordi, Tracy Lipp | Mr Lordi        | 5:01     |  |
| 7.    | «Beast Of Both Worlds»    | Mr Lordi, Tracy Lipp | Mr Lordi        | 4:59     |  |
| 8.    | «I'm Sorry I'm Not Sorry» | Mr Lordi, Tracy Lipp | Mr Lordi, Hiisi | 3:34     |  |
| 9.    | «Bent Outta Shape»        | Mr Lordi, Tracy Lipp | Mr Lordi, Hella | 5:05     |  |
| 10.   | «Evil»                    | Mr Lordi, Tracy Lipp | Mr Lordi        | 4:35     |  |
| 11.   | «Vulture Of Fire»         | Mr Lordi, Tracy Lipp | Mr Lordi        | 3:47     |  |
| 12.   | «Beastwood»               | Mr Lordi, Tracy Lipp | Mr Lordi        | 0:56     |  |
| 43:54 |                           |                      |                 |          |  |

### Spooky Sextravaganza Spectacular
| N.º   | Título                                 | Letras                           | Música                | Duración |  |
| 1.    | «Scg Minus 1: The Ruiz Ranch Massacre» | Mr Lordi, Tracy Lipp, Ralph Ruiz | Mr. Lordi, Tracy Lipp | 3:26     |  |
| 2.    | «Demon Supreme»                        | Mr Lordi, Tracy Lipp             | Mr Lordi              | 3:31     |  |
| 3.    | «Re-Animate»                           | Mr Lordi, Tracy Lipp             | Mr Lordi, Hiisi       | 4:13     |  |
| 4.    | «Lizzard Of Oz»                        | Mr Lordi, Tracy Lipp             | Mr Lordi              | 4:08     |  |
| 5.    | «Killusion»                            | Mr Lordi, Tracy Lipp             | Mr Lordi              | 3:09     |  |
| 6.    | «Skull And Bones (The Danger Zone)»    | Mr Lordi, Tracy Lipp             | Mr Lordi, Hiisi       | 3:16     |  |
| 7.    | «Goliath»                              | Mr Lordi, Tracy Lipp             | Mr Lordi, Amen        | 4:41     |  |
| 8.    | «Drekavac»                             | Mr Lordi, Tracy Lipp             | Mr Lordi, Hiisi       | 3:28     |  |
| 9.    | «Terror Extra-Terrestrial»             | Mr Lordi, Tracy Lipp             | Mr Lordi              | 4:30     |  |
| 10.   | «Shake The Baby Silent»                | Mr Lordi, Tracy Lipp             | Mr Lordi, Hella       | 3:36     |  |
| 11.   | «If It Ain't Broken (Must Break It)»   | Mr Lordi, Tracy Lipp             | Mr Lordi, Hella       | 3:24     |  |
| 12.   | «Anticlimax»                           | Mr Lordi, Tracy Lipp             | Mr Lordi              | 0:18     |  |
| 41:40 |                                        |                                  |                       |          |  |

## Fecha de publicación ficticia
- Skelectric Dinosaur (1975) - Hard rock
- Superflytrap (1979) - Disco
- The Masterbeast From the Moon (1981) - Rock progresivo
- Abusement Park (1984) - Heavy metal
- Humanimals (1989) - AOR
- Abracadaver (1991) - Thrash metal/Speed metal
- Spooky Sextravaganza Spectacular (1995) - Metal industrial

## Créditos
Lordi
- Mr. Lordi - Vocalista
- Amen - Guitarrista
- Hiisi - Bajista
- Hella - Teclista
- Mana - Batería

| Personal adicional - Ralph Ruiz – vocalista - Dylan Broda – vocalista - Tracy Lipp – vocalista, coros - Michael Monroe – saxofón on "Like a Bee to the Honey" - Annariina Rautanen – flauta on "Moonbeast" and "Yoh-Haee-Von" - Tony Kakko – coros en "Rollercoaster" - Joonas Suotamo – Voz de Chewbacca en "Grrr!" - Kari A. Kilgast – vocalista en "Like a Bee to the Honey" - Hulk the Bulldog – vocalista en "Beastwood" - Maki Kolehmainen – cencerro, coros - John Bartolome – vocalista - Lara Anastasia Mertanen – intro en "Drekavac" | Coros - Jessica Love, Maria Jyrkäs, Kaarle Westlie, Ville Virtanen, Olli Virtanen, Isabella Larsson, Noora Kosmina, Katja Auvinen, Riitta Hyyppä, Josefin Silén, Minna Virtanen, Antton Ruusunen, Niki Westerback, Marja Kortelainen, Tom Roine, Netta Laurenne Niños vocalistas - Lumen Broda - Leia Broda - Lili Wasenius - Aviana Westerback - Roxana Westerback |

Producción
| - Janne Halmkrona – coproducción, coros - Visa Mertanen – producción orquestal e instrumentación - Tom Higgins – producción, coros - Joe McGinness – producción, coros - Matti Vatanen – producción - Nalle – producción, pianista, programación de sintetizador - JC Halttunen – producción - M. Onster – producción | - Madu Vatanen – producción - Mikko Karmila – producción, mezclador - Juuso Nordlund – mezclador - Ilkka Herkman – mezclador - Rake Eskolin – mezclador - Janne Huotari – producción, mezclador - Jussi Jaakonaho – mezclador - Ilkka Herkman – mezclador | - Rake Eskolin – mezclador - Toivo Hellberg – producción, mezclador, vocalista, coros - Jorma Hämäläinen – producción, mezclador, masterización - Mika Jussila – masterización - Jaakko Viitalähde – masterización - Henkka Niemistö – masterización - Eero Kokko – fotografía |

## Posicionamiento
| Año  | Listas             | Semana | Posición |
| ---- | ------------------ | ------ | -------- |
| 2021 | Finlandia (Top 50) | 48     | 15       |
| 2021 | Alemania (Top 100) | 48     | 48       |